# Anatoliy Samotsvetov
Anatoliy Vasiliyevich Samotsvetov  (en russe : Анатолий Васильевич Самоцветов ; né le 27 novembre 1932 à Irkoutsk et mort le 17 août 2014) est un athlète russe ex-soviétique spécialiste du lancer du marteau. Licencié au Burevestnik de Moscou (en), il mesure 1,83 m pour 107 kg.

## Carrière

### Palmarès
| Date | Compétition           | Lieu      | Résultat | Performance |
| ---- | --------------------- | --------- | -------- | ----------- |
| 1956 | Jeux olympiques d'été | Melbourne | 3e       | 62,56 m     |
| 1959 | Universiade d'été     | Turin     | 2e       | 63,61 m     |

### Records
| Épreuve           | Performance | Lieu | Date |
| ----------------- | ----------- | ---- | ---- |
| Lancer de marteau | 66,53 m     |      | 1960 |